# Wiener Studien
Wiener Studien. Zeitschrift für klassische Philologie und Patristik und lateinische Tradition  (dal tedesco: "Wiener Studien. Rivista di filologia classica e patristica e tradizione latina") è una rivista specializzata di lunga tradizione nel campo delle scienze dell'antichità. È una delle più antiche riviste di filologia classica nell'area di lingua tedesca.
Le Wiener Studien sono pubblicate dall'Istituto di Filologia Classica, Latino-medievale e Moderna dell'Università di Vienna, dall'Accademia Austriaca delle Scienze (Istituto di Storia Culturale dell'Antichità) e dal gruppo di lavoro Corpus Scriptorum Ecclesiasticorum Latinorum (CSEL) dell'Università di Salisburgo. 
L'attuale curatore è Kurt Smolak (Università di Vienna, ÖAW), che collabora con Herbert Bannert, Stefan Büttner, Stefan Hagel, Andreas Heil, Christine Ratkowitsch, Danuta Shanzer, Walter Stockert, Dorothea Weber, Hartmut Wulfram. I precedenti curatori della rivista sono stati: Rudolf Hanslik, Walther Kraus, Adolf Primmer e Hans Schwabl.
Il periodico è distribuito dalla casa editrice dell'Accademia austriaca delle scienze e, precedentemente, dalla casa editrice Böhlau. Viene pubblicato una volta all'anno e contiene saggi, recensioni di libri e brevi annunci, oltre a un indice che accompagna ogni singolo volume. Per molto tempo la rivista è apparsa solo con i sottotitoli Zeitschrift für klassische Philologie e, successivamente, Zeitschrift für klassische Philologie und Patristik.
La rivista fu fondata da Wilhelm von Hartel e Karl Schenkl. Il primo numero apparve nel 1879. Fino al numero 60 (1942) la rivista fu pubblicata regolarmente, mentre negli anni '40 solo vi furono delle discontinuità a causa della guerra. Dal numero 42 del 1948 fu data alle stampe di nuovo in ordine ininterrotto. Nel 1967, con il numero 80, si iniziò con una nuova numerazione (Neue Folge) che fu mantenuta fino al 1986. Nel 1987, per il volume 100, si tornò alla vecchia numerazione.